# Knightmare
Knightmare im Camelot Theme Park (Chorley, Lancashire, UK) war eine Stahlachterbahn des Herstellers Zierer Rides, die ursprünglich im März 1987 im japanischen Kōbe PortopiaLand als Bavarian Mountain Railroad (jap. ババリアン・マウンテン・レールロード) eröffnet wurde. Dort fuhr die bis 1996 unter diesem Namen und wurde dann in BMR-X umbenannt. Dazu wurde sie auch umthematisiert und mit Spezialeffekten versehen. Am 31. März 2006 wurde die Bahn geschlossen und eröffnete schließlich im Juli 2007 im Camelot Theme Park neu.
Die 793 m lange Strecke hatte eine Höhe von 26,5 m und die Züge erreichten darauf eine Höchstgeschwindigkeit von 80 km/h. Die maximale Belastung betrug 5 g. Als eine von wenigen Achterbahnen ist der Lifthill trotz Verwendung eines Kettenlifts mit einer Kurve versehen.
Am 2. September 2012 wurde der Camelot Theme Park bis auf weiteres geschlossen. Ein Teil der Achterbahnen wurde verkauft (u. a. "Whirlwind" an den Skyline Park) und andere Teile standen bis 2020 weiter im Park.

## Züge
Knightmare  besaß fünf Züge mit jeweils sieben Wagen. In jedem Wagen konnten zwei Personen (eine Reihe) Platz nehmen. Als Rückhaltesystem kamen individuell einrastende Schoßbügel zum Einsatz.